# 長吻耳孔鯰
長吻耳孔鯰（学名：Parotocinclus longirostris）為輻鰭魚綱鯰形目甲鯰科的其中一種，為熱帶淡水魚，其种加词“longirostris”意为“长吻的”。分布於南美洲亞馬遜河流域，體長可達2.7公分，棲息在底層水域，生活習性不明。